# Humberto Rodríguez Saá
Humberto Rodríguez Saá, fue un político argentino, que ocupó el cargo de Gobernador de San Luis de manera interina entre el 10 de octubre y el 15 de noviembre de 1922.

## Biografía
Pertenecía a la familia Rodríguez Saá, que ocuparon diversos cargos públicos en la provincia de San Luis. Se casó con Demófila “Demo” Zavala Rodríguez. Sus hijos fueron Marcelo, Miguel, José Luis y Rodolfo.
Fue director del diario La Opinión, y varias veces diputado provincial por el Partido Demócrata Liberal. Siendo presidente de la Legislatura en 1922, el interventor federal de la provincia, Pablo Cubas, lo deja a cargo del Poder ejecutivo por orden del presidente Marcelo T. de Alvear, como ministros, designó a don Cipriano Taboada Mora (de gobierno) y al doctor Rómulo Foncueva (de Hacienda) y dispone que el Colegio electoral designe a un nuevo gobernador, León Guillet.
Fue ministro de Laureano Landaburu y Alberto Arancibia Rodríguez.